# Ambelania
Ambelania es un género de planta arbórea o arbustiva —originario de las selvas de América tropical— perteneciente a la familia de las Apocynaceae. Tiene solo 3 especies aceptadas.

## Descripción
- Cáliz: el cáliz es corto, entero, carnoso y con 5 lóbulos agudos.
- Corola: la corola, de color blancuzco, es rotaceae con el tubo cilíndrico y el limbo patente con 5 lóbulos disimétricos, ondulados, de forma subredondeada y con ápice agudo.
- Androceo: es constituido por 5 cortísimos estambres filiformes implantados en la base del tubo de la corola; las anteras son sagitadas y biloculares.
- Gineceo: el ovario, subgloboso, está coronado por un estilo oblongo tetragono con el estigma espeso, globoso, estriado y de ápice bífido.
- Fruto: es una baya bilocular de color amarillento, de forma ovado-oblonga, de piel rugosa y mesocarpo carnoso.
- Semillas: son subrotundas, comprimidas, rugosas, de color pardo; están implantadas en el tábique interlóculos.[3][4]

## Distribución y hábitat
El género se limita a las selvas tropicales húmedas y sombrías de Suramérica: Guyana Francesa, Surinam, Brasil, Venezuela, Perú y Colombia.

## Taxonomía
El género  fue descrito por Jean Baptiste Christophore Fusée Aublet y publicado en Histoire des Plantes de la Guiane Françoise, vol. 1, p. 265, 1775. La especie tipo es: Ambelania acida.
Etimología
- ambelania: latinización de ambelani, uno de los nombres comunes de estos árboles en la Guayana Francesa.

Ocasionalmente ortografiado como Ambellania.

## Especies aceptadas
- Ambelania acida Aubl.
- Ambelania duckei Markgr.
- Ambelania occidentalis Zarucchi[2]

## Nombres comunes
- En la Guyana Francesa, uno de sus países de origen, llaman al árbol: ambelani, paraveris o quienbiendent.[4]
- En Brasil, a Ambelania acida lo llaman pepino-do-mato o pepino bravo.[4][5]

## Usos
Por lo menos el fruto de una de sus especies (Ambelaria acida) es comestible. La parte utilizada es el mesocarpo carnoso, de un espesor de 1-1,5 cm, de sabor dulce y algo ácido. Se come pelado y crudo o cocido.